# 요시다 아키히로
요시다 아키히로(일본어: 吉田 明博, 1975년 5월 28일 ~ )는 일본의 전 축구 선수이다.

## 구단 경력
1994년 J1리그의 벨마레 히라쓰카에 입단했다. 1999년 일본 풋볼 리그의 요코하마 FC로 이적했다. 2000년 일본 풋볼 리그 우승으로 J2리그로 승격했다. 2003년까지 13경기에 출전, 2003년후 현역 은퇴.